# Viertelein
Viertelein war ein Volumenmaß in Deutschland und der Schweiz (siehe auch Vierteli). Im Königreich Württemberg war es ein Getreidemaß und es wurde gerechnet:
- 1 Viertelein = 8 ¾ Pariser Kubikzoll = 2/11 Liter = 0,18 Liter (genau 0,17307 Liter)
- 4 Viertelein = 1 Ecklein/Eklein
- 32 Viertelein = 1  Vierling
- 128 Viertelein = 1 Simri
- 1024 Viertelein = 1 Scheffel
- 1 Liter = 5,7769 Viertelein[1]

Als Flüssigkeitsmaß im  Schweizer Kanton Freiburg wurde das Maß mit Schoppen bezeichnet und war 
- 1 Schoppen = 19 2/5 Pariser Kubikzoll = ⅜ Liter = etwa 0,38 Liter